# Konditorns
Konditorns är ett dansband från Stockholm i Sverige som bildades 2006 av Thomas Lindberg och Gustave Lund. Bandet är bland annat känt för att sjunga svenska versioner av utländska låtar och bland annat översatt Uptown Girl, It's a Heartache och Love is in the Air. Första albumet, En ny dans - En ny chans till en ny romans släpptes 2009.
2009 tävlade bandet i Dansbandskampen och 2012 vann de Dansbandsduellen. Bandet har i svensk-TV uppträtt i Bingolotto och Sommarkrysset.

## Medlemmar
- Thomas Lindberg, sång och bas[8]
- Gustave Lund, körsång och trummor[9]
- Carl "Ludde" Widegren, körsäsong och gitarr[10]

## Album
- En ny dans - En ny chans till en ny romans - 2009[11]
- K2 - 2012[3]